# Batalha de Diu

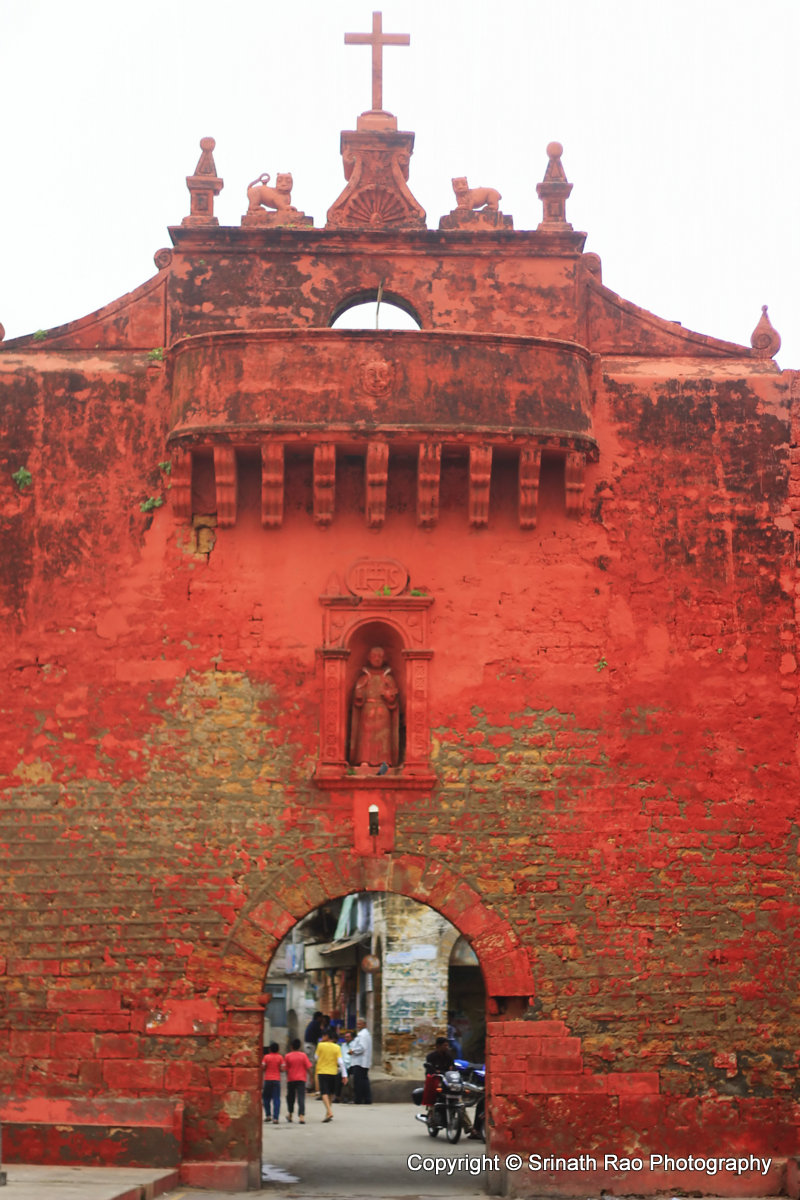
Fortaleza de Diu, construída em 1535

A batalha naval de Diu teve lugar a 3 de fevereiro de 1509, nas águas próximas a Diu, na Índia. Nela se confrontaram forças navais do Império Português e uma frota conjunta do Sultanato Burji do Egipto (de natureza mameluco), do Império Otomano, do Samorim de Calecute, e do Sultão de Guzerate. E teve como desfecho uma clara vitória portuguesa, que ficou a dever-se ao maior poder de fogo da sua artilharia e à melhor preparação dos seus soldados.
Embora a batalha se tenha revestido de um caráter de vingança pessoal para Francisco de Almeida, vice-rei da Índia, que perdera o seu filho D. Lourenço no desastre de Chaul, em 1508, o efeito psicológico desta vitória foi aniquilador, pois mostrava aos indianos que a marinha portuguesa não era só invencível para eles mas também para os muçulmanos e venezianos cuja aliança, até então, havia controlado o comércio oceânico.
Foi uma batalha de aniquilamento semelhante às batalha de Lepanto (1571), do Nilo (1798), de Trafalgar (1805) e de Tsushima (1905) e em termos de impacto, esta batalha assinalou o início do domínio europeu dos mares do Oriente, que haveria de durar até à Segunda Guerra Mundial. Como consequência, o poder muçulmano na Índia foi seriamente abalado, permitindo a  que as forças Portuguesas, após esta batalha conquistassem rapidamente os portos e localidades costeiras nas margens do Índico, como por exemplo Mombaça, Mascate, Ormuz, Goa, Colombo e Malaca.
O monopólio português no Índico duraria até à chegada dos Ingleses (Companhia Britânica das Índias Orientais) afirmada na batalha de Swally, perto de Surate, em 1612.

## Contexto
Dois anos após ter Vasco da Gama descoberto o caminho marítimo para a Índia, os portugueses chegaram à conclusão seria impossível comerciar ali tão pacatamente como faziam em África, devido à oposição das elites mercantes muçulmanas instaladas, que incitavam ataques contra feitorias, navios e agentes portugueses, sabotavam os esforços diplomáticos dos portugueses e encorajaram o Samorim de Calecute a massacrar ou permitir o massacre dos portugueses em Calecute em 1500.
Pedro Álvares Cabral assinou portanto uma aliança com um inimigo de Calecute, o rajá de Cochim, em cujos reino convidou os portugueses a construirem uma fortaleza. O Samorim invadiu Cochim, mas os portugueses conseguiram devastar as terras e o comércio de Calecute, que na época servia como o principal exportador de especiarias para a Europa, através do Mar Vermelho. Em dezembro de 1504, os portugueses destruíram a frota mercante anual do Samorim com destino ao Egipto, carregada de especiarias.
Quando o rei D. Manuel I recebeu em Portugal notícias destes desenvolvimentos, decidiu nomear D. Francisco de Almeida como primeiro vice-rei da Índia com ordens claras para não só salvaguardar as feitorias portuguesas, como também para combater a hostil navegação muçulmana. D. Francisco partiu de Lisboa em março de 1505 com vinte navios acompanhado pelo seu filho de 20 anos, D. Lourenço, este nomeado como capitão-mor do mar da Índia.
A intervenção portuguesa estava a causar sérios prejuízos ao comércio muçulmano no Oceano Índico, ameaçando também os interesses venezianos, dado que os portugueses eram capazes de vender mais barato que os venezianos no comércio de especiarias na Europa.
Incapazes de se oporem aos portugueses, as comunidades mercantis muçulmanas na Índia, bem como o Samorim de Calicute, enviaram enviados ao Egipto pedindo ajuda ao seu Sultão.

### O Sultanato do Egipto

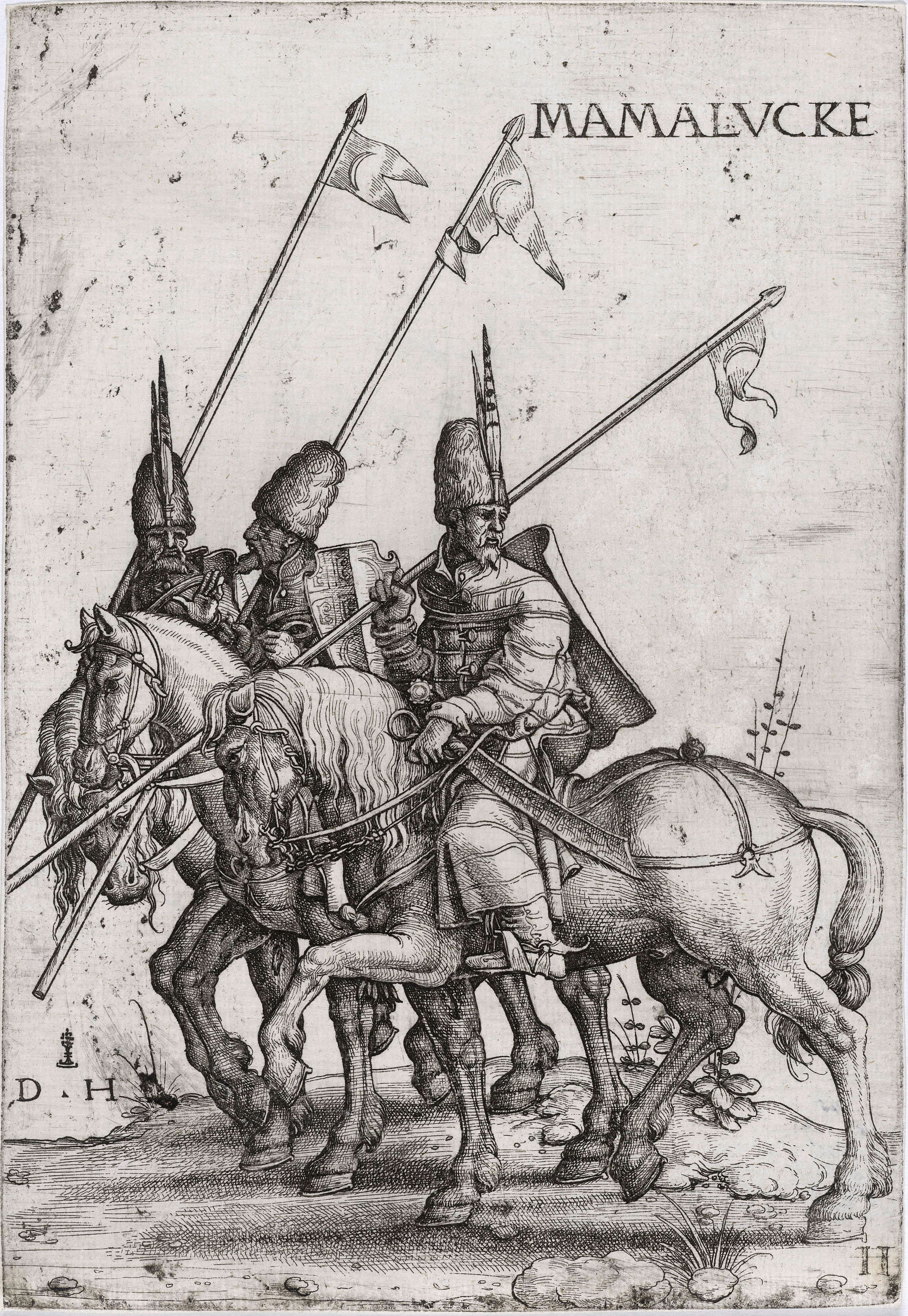
Guerreiros mamelucos numa gravura alemã

O sultanato mameluco do Egipto era, no início do século XVI, o principal intermediário entre as regiões produtoras de especiarias no Oriente e os compradores venezianos no Mediterrâneo, estabelecidos em Alexandria, que depois vendiam as especiarias na Europa com grande lucros. De resto, o Egipto era principalmente uma sociedade agrária com poucos laços com o mar. Veneza rompeu relações diplomáticas com Portugal e começou a procurar formas de contrariar a intervenção dos portugueses no Oceano Índico, enviando um embaixador à corte egípcia e sugerindo que fossem tomadas "remédios rápidos e secretos" contra os portugueses.
Como os soldados mamelucos tinham pouca experiência em guerra naval, o sultão Al-Ashraf Qansuh al-Ghawri, solicitou apoio aos venezianos, em troca da redução de tarifas para facilitar a competição com os portugueses. Veneza forneceu aos mamelucos naus do tipo mediterrâneo e galés de guerra tripuladas por marinheiros gregos, que os construtores navais venezianos ajudaram a desmontar em Alexandria e remontar no Suez. As galés podiam montar canhões à frente e atrás, mas não ao longo das amuradas por causa dos remadores. Os navios nativos (dhows), com suas pranchas de madeira costuradas, só podiam transportar canhões muito leves.
O comando da expedição foi confiado a um mameluco curdo, ex-governador de Jidá, Amir Hussain Al-Kurdi ou Mirocem. A expedição (referida pelos portugueses pelo termo genérico "os rumes") incluía não só mamelucos egípcios, mas também um grande número de mercenários turcos, núbios e etíopes, bem como artilheiros venezianos. A maior parte da "artilharia" da coligação eram arqueiros, que os portugueses poderiam facilmente superar com as suas bestas e arcabuzes.
A frota levantou âncora do Suez em novembro de 1505, com 1100 homens. Foi-lhes ordenado que a fortificassem Jidá contra um possível ataque português e também que reprimissem rebeliões em Suaquém e Meca. Tiveram que passar a monção na ilha de Camarão e desembarcaram em Adém na ponta do Mar Vermelho, e nesta cidade envolveram-se em custosas políticas locais com o emir Tahírida, antes de finalmente cruzarem o Oceano Índico. Devido a estes atrasos, só quase dois anos volvidos, em setembro de 1507 lograram alcançar Diu, uma cidade na foz do Golfo de Cambaia, viagem que poderia ter durado não mais que um mês, se feita a todo o pano.

### Diu e Meliqueaz

Planta setecentista da ilha de Diu

À data de chegada dos portugueses à Índia, os guzerates eram os principais mercadores de longa distância no Oceano Índico e intermediários essenciais no comércio entre o Egipto e o oriente, principalmente no comércio de tecidos e especiarias. No século XV, o sultão de Cambaia nomeou Meliqueaz, um ex-arqueiro e escravo de possível origem georgiana ou dálmata, como governador de Diu. Governante astuto e pragmático, Meliqueaz transformou a cidade no principal porto do Guzerate (conhecido pelos portugueses como Reino Cambaia) e um dos principais entrepostos entre a Índia e o Golfo Pérsico, evitando a hostilidade portuguesa por meio de uma política de apaziguamento e até alinhamento – até Mirocem ter inesperadamente dado entrada em Diu.
Meliqueaz recebeu Mirocem cordialmente, mas para além do Samorim de Calecute, nenhum outro governante do subcontinente indiano mostrou qualquer interesse em combater os portugueses, ao contrário do que haviam garantido os enviados muçulmanos ao Egipto. Meliqueaz percebeu que os portugueses eram uma força naval formidável que não convinha hostilizar, mas mesmo assim não podia expulsar Mirocem, por recear retaliação par parte do seu soberano, o poderoso Sultão do Guzerate – para não falar, obviamente, das próprias forças de Hussain agora dentro da cidade. Meliqueaz decidiu portanto ajudar Mirocem com grandes reservas.

### A batalha de Chaul

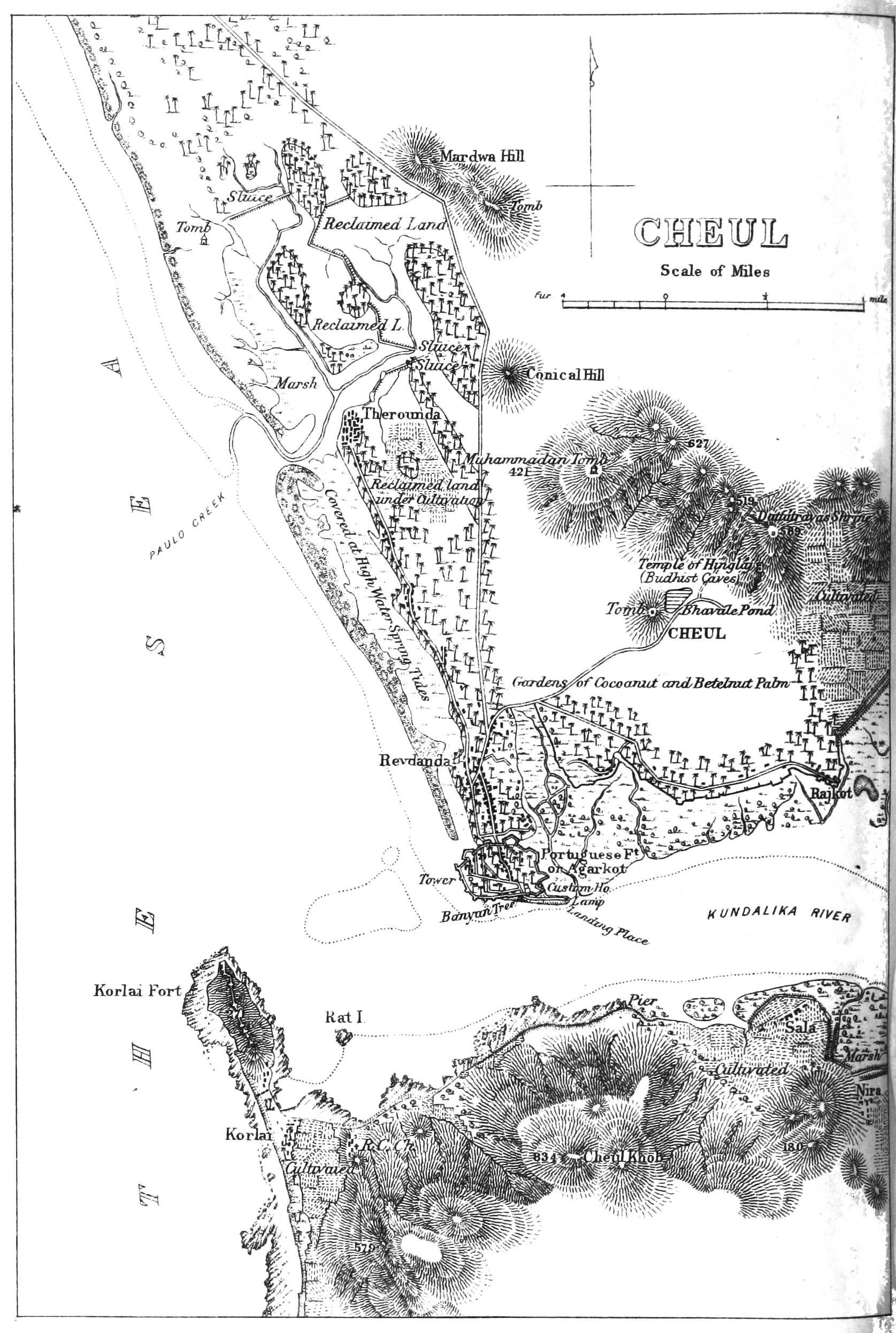
Chaul e o seu porto, sendo visível a fortaleza construída pelos portugueses anos mais tarde

Em março de 1508, as frotas de Mirocem e Meliqueaz navegaram conjuntamente para o sul e combateram contra uma frota portuguesa durante três  dias no porto de Chaul. O comandante português era o capitão-mor dos mares da Índia, Lourenço de Almeida, encarregado de supervisionar o carregamento de navios mercantes aliados naquela cidade e escoltá-los de volta a Cochim.
Os portugueses tenham sido apanhados desprevenidos, pois os navios distintamente europeus de Mirocem pareceram-lhes ao inicio pertencer à expedição de Afonso de Albuquerque, então no Golfo Pérsico, mas batalha terminou como uma vitória de Pirro para os muçulmanos, que sofreram demasiadas perdas para prosseguirem para o quartel-general dos portugueses, em Cochim, na costa do Malabar. Apesar de terem afundado a nau capitânia portuguesa, o resto da frota portuguesa escapou, ao passo que Mirocem mal sobreviveu ao encontro por causa da falta de apoio prestado por Meliqueaz durante a batalha. Mirocem não teve outra escolha senão retornar a Diu com Meliqueaz para se preparar para uma retaliação portuguesa. Mirocem relatou esta batalha ao Cairo como uma grande vitória, no entanto, o Mirat Sikandari, um relato persa contemporâneo do Guzerate, descreve esta batalha como uma escaramuça.
Entre os mortos contava-se D. Lourenço o filho do vice-rei, cujo corpo não foi nunca encontrado, apesar dos esforços de Meliqueaz nesse sentido.

## Preparativos portugueses

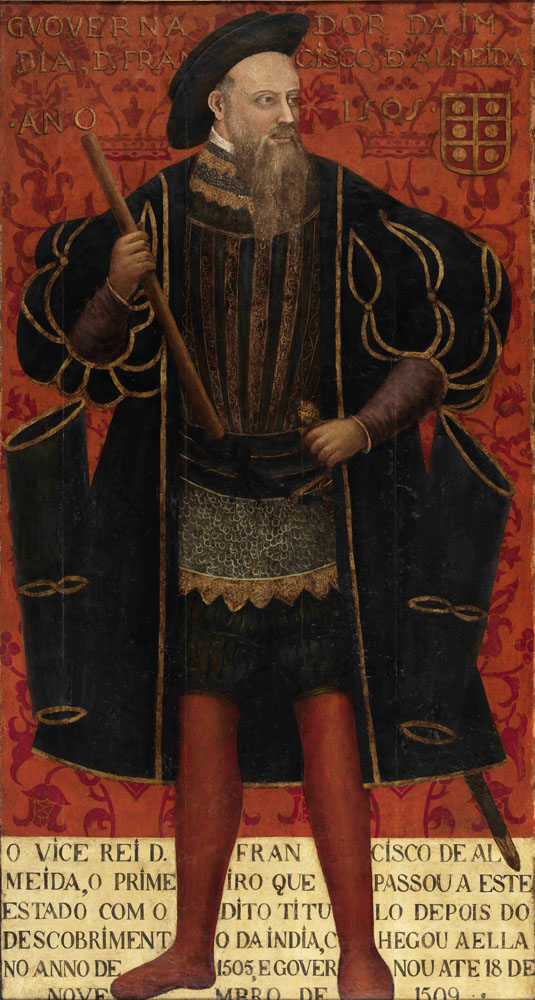
O vice-rei da Índia D. Francisco de Almeida

Ao saber em Cochim da morte do seu único filho, D. Francisco de Almeida retirou-se para os seus aposentos durante três dias, devastado e sem querer ver ninguém. A presença de uma frota mameluca na Índia representava uma grave ameaça para os portugueses, mas o vice-rei procurava agora vingar-se pessoalmente da morte do filho às mãos de Mirocem, supostamente tendo dito que "quem o frango comeu, há-de comer o galo ou pagá-lo."
No entanto, aproximava-se a monção e com ela as tempestades que inibiam toda a navegação no Índico até setembro. Só então poderia o vice-rei convocar todos os navios portugueses disponíveis para reparos em doca seca e reunir suas forças em Cochim. para a batalha.
Concluídos estes preparativos, quando estavam quase a levantar âncora, chegou em 6 de dezembro de 1508 Afonso de Albuquerque do Golfo Pérsico a Cananor, com ordens do rei D. Manuel para substituir Almeida como governador. D. Francisco tinha uma algo a dizer a Albuquerque, pois este fora colocado na Costa da Arábia especificamente para impedir a navegação muçulmana de entrar ou sair do Mar Vermelho. No entanto, as suas intenções de destruir pessoalmente a frota muçulmana como resposta à morte de seu filho tornaram-se uma questão tão pessoal que o vice-rei recusou-se a permitir que seu sucessor nomeado tomasse posse. Ao fazê-lo, o vice-rei estava em rebelião oficial contra a autoridade real, e assim governaria a Índia portuguesa por mais um ano.
A 9 de dezembro, a frota levantou âncora para Diu.

## O percurso da Armada da Índia
De Cochim, os portugueses passaram primeiro por Calecute, procurando interceptar a frota do Samorim, mas já tinha esta partido para Diu. A armada ancorou então em Baticala, para resolver uma disputa entre o seu rei e Timoja, um corsário hindu aliado dos portugueses. Em Onor, D, Francisco encontrou-se com Timoja em pessoa, que informou o vice-rei dos movimentos inimigos. Em Onor, as galés portuguesas destruíram uma frota de corsários a soldo do Samorin de Calecute.
A frota fez aguada em Angediva e ali Dom Francisco encontrou-se com um enviado de Meliqueaz, porém desconhecem-se pormenores relativos a tal encontro. Em Angediva. os portugueses foram atacados por uma frota de navios de Dabul, importante cidade portuária fortificada pertencente ao Sultanato de Bijapur, que os portugueses não haviam molestado.

### Dabul

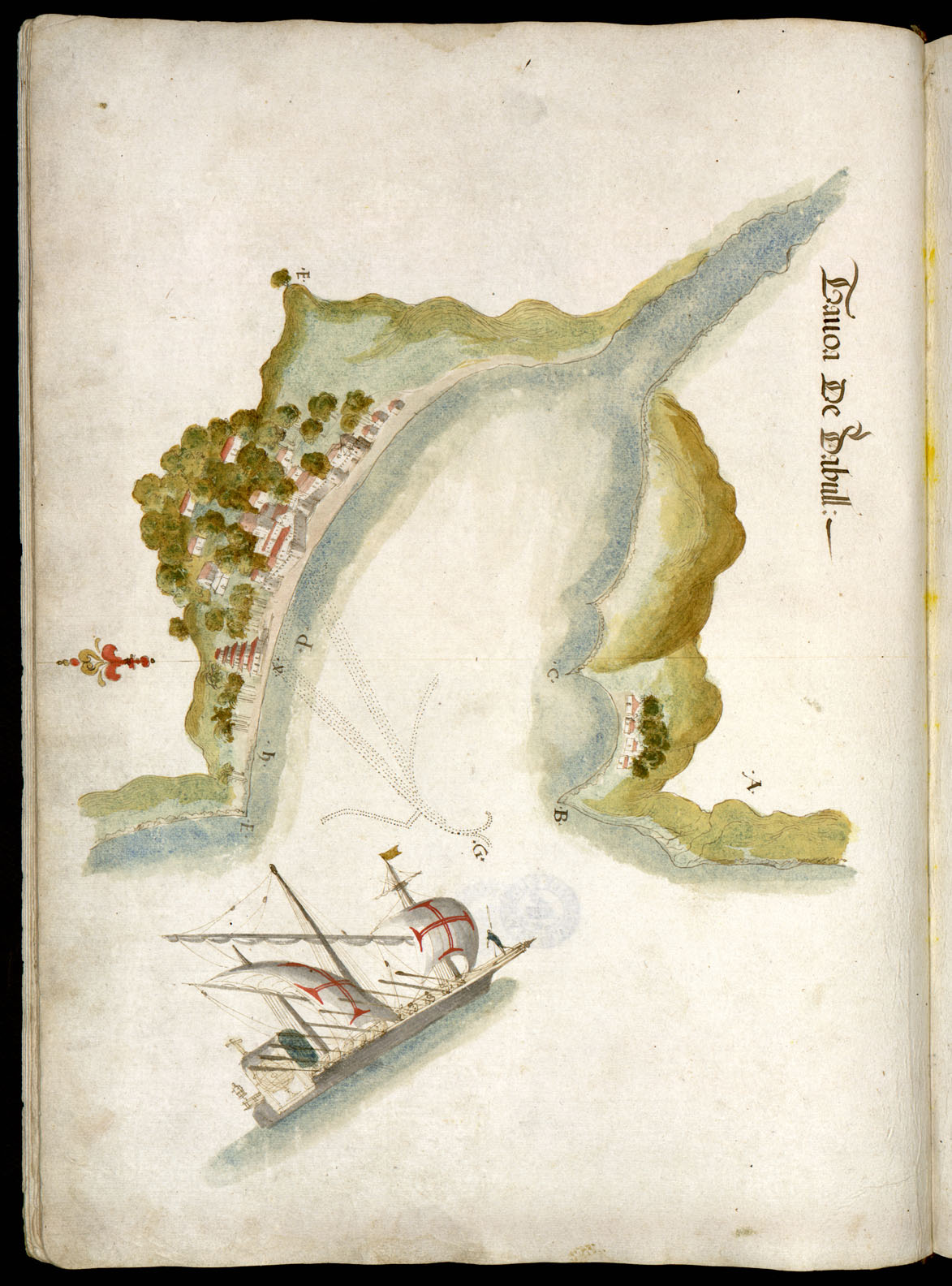
Galé portuguesa e a cidade de Dabul, pintura por D. João de Castro

De Angediva, os portugueses partiram para Dabul. O capitão da galé São Miguel, Paio de Sousa, decidiu entrar no porto e desembarcou nos arredores de Dabul a fim de investigar a região, mas tendo-se embrenhado em terra foi emboscado por uma força de cerca de 6.000 homens e morto, juntamente com outros portugueses. Dois dias depois, o vice-rei levou a cabo um desembarque em pinça com as suas tropas pesadamente armadas e esmagou a guarnição da cidade, que se aproximara da margem do rio para combater os portugueses. Dabul pagou caro pela provocação, pois como represália o vice-rei ordenou que a cidade fosse arrasada, as povoações circundantes destruídas e quase todos os habitantes que não tenham fugido massacrados, juntamente com o gado e até cães vadios.
O saque de Dabul deu origem a que na costa ocidental Indiana se tenha passado a dizer, a modo de maldição: "A ira dos frangues venha sobre ti".

### Chaul e Bombaim

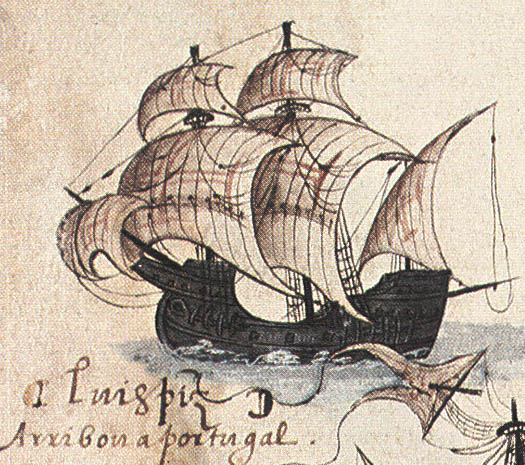
Nau de Luís Pires, representada no Livro de Lisuarte de Abreu. As naus portuguesas foram os navios mais sofisticados do seu tempo

De Dabul, os portugueses aportaram em Chaul, cujo governador D. Francisco mandou preparar um tributo para ser recolhido quando a sua frota regressasse de Diu. Chegados a Maim, perto de Bombaim, os portugueses encontraram a cidade abandonada.
Em Bombaim, D. Francisco recebeu uma carta de Meliqueaz. Consciente do perigo que corria, escreveu a apaziguar o vice-rei, afirmando que tinha os prisioneiros e que o seu filho havia combatido dignamente, acrescentando também uma carta dos prisioneiros portugueses, que diziam estar a ser bem tratados. O vice-rei respondeu a Meliqueaz em tom respeitoso, mas ameaçador, que dizia:
"Eu o visorei digo a ti honrado Meliqueaz, capitão de Diu, e te faço saber que vou com meus cavaleiros a essa tua cidade, lançar a gente que se aí acolheram, depois que em Chaul pelejaram com minha gente, e mataram um homem que se chamava meu filho; e venho com esperança em Deus do Céu tomar deles vingança e de quem os ajudar; e se a eles não achar não me fugirá essa tua cidade, que me tudo pagará, e tu, pela boa ajuda que foste fazer a Chaul; o que tudo te faço saber porque estejas bem apercebido para quando eu chegar, que vou de caminho, e fico nesta ilha de Bombaim, como te dirá este que te esta carta leva."

### Dificuldades do lado muçulmano

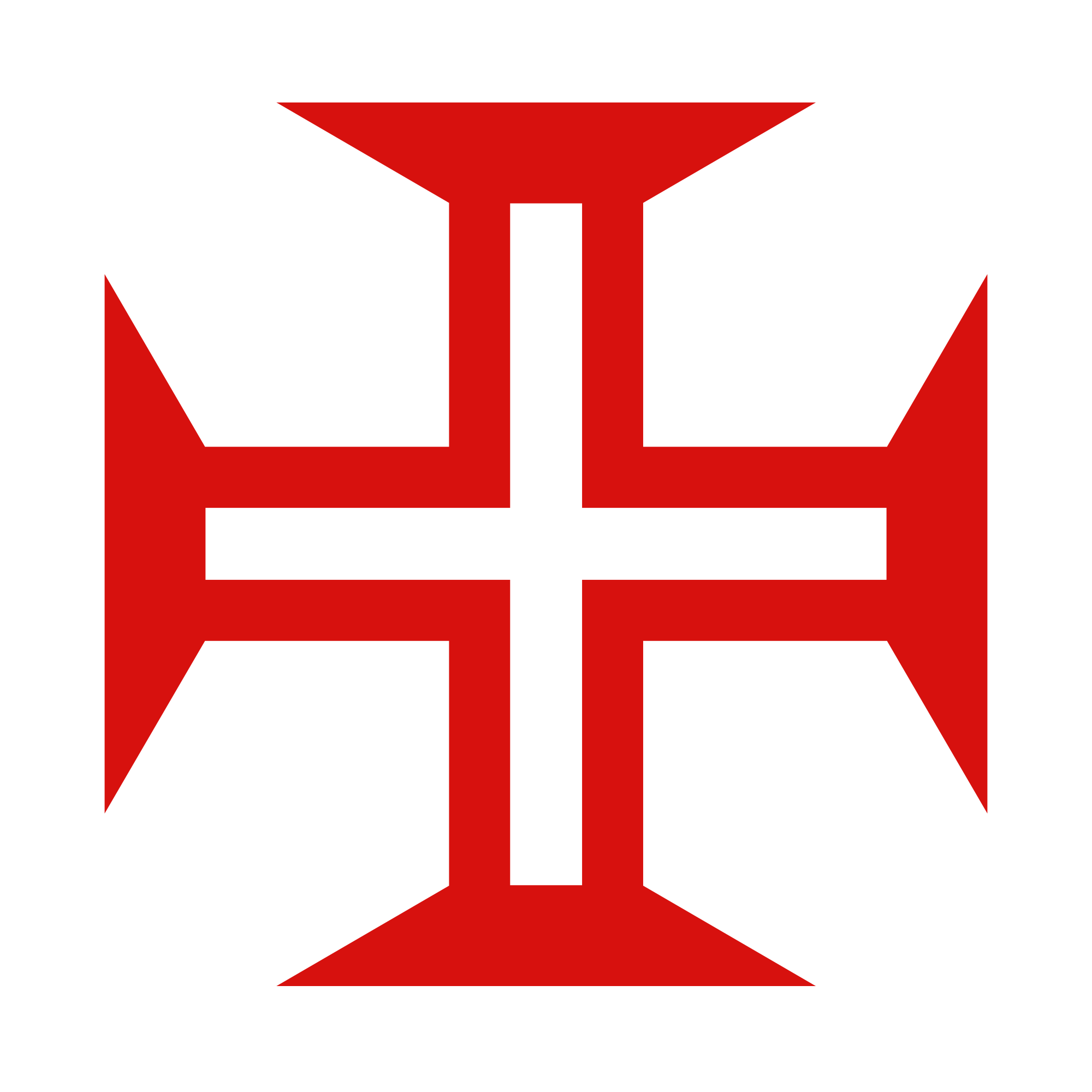
Bandeira com a cruz da Ordem de Cristo, da qual fazia parte D. Francisco de Almeida, utilizada em contextos navais e de guerra

Nos dez meses que permeiam a Batalha de Chaul e Diu, importantes acontecimentos tomaram parte no campo muçulmano: Mirocem aproveitou para carenar os seus navios e recuperou uma nau com de 300 homens. Não obstante, a relação entre Mirocem e Meliqueaz degradara-se profundamente, estando Mirocem perfeitamente ciente da duplicidade de Meliqueaz, que havia tomado a custódia dos portugueses capturados em Chaul – que Mirocem aparentemente pretendia enviar ao Sultão do Cairo empalhados. Incapaz de pagar as tropas que lhe restavam, Mirocem viu-se forçado a penhorar as suas peças de artilharia a Meliqueaz. Presumivelmente, já só a esperança de reforços ou o medo da reacção do sultão o mantinha em Diu.
Se Meliqueaz ajudasse Mirocem, arriscava-se a perder a sua cidade e a sua vida; se escolhesse trair Mirocem, arriscava-se a que o sultão do Guzerate o mandasse decepar. Se Mirocem por sua vez combatesse, arriscava ser aniquilado recuasse, arriscava-se a ser executado pelo sultão do Egipto por ter falhado redondamente na sua missão.
Assim unidos, prepararam-se para enfrentar os portugueses em batalha.

## Navios

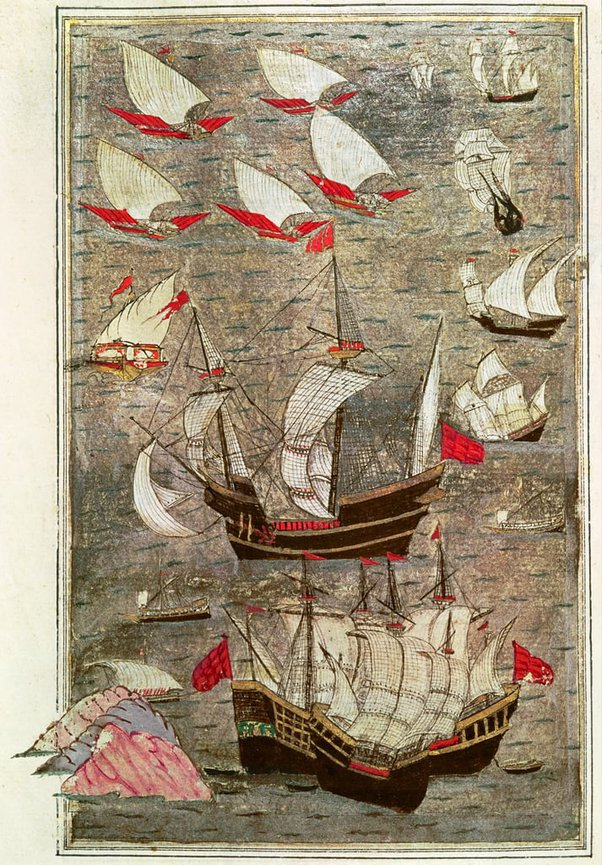
Naus turcas. Miniatura seiscentista

Do lado português contavam-se 18 navios, dos quais 15 eram naus e caravelas. As forças adversárias contabilizavam um número muito superior de embarcações, quase uma centena, embora apenas 12 fossem navios de grande porte.

### Portugueses
A armada portuguesa composta de 5 naus grossas e 4 naus menores, além de caravelas redondas, caravelas latinas, galés e um bergantim, contando entre 1000 e os 1500 homens, apoiados por cerca de 400 naires malabares de Cochim.
- Cinco grandes naus: Frol de la mar (Navio capitânia), Espírito Santo (capitão Nuno Vaz Pereira), Belém (Jorge de Melo Pereira), Rei Grande (Francisco de Távora), e Taforeia Grande (Pero Barreto de Magalhães)
- Quatro naus mais pequenas: Taforeia Pequena (Garcia de Sousa), Santo António (Martim Coelho), Rei Pequeno (Manuel Teles Barreto) e Andorinha (D. António de Noronha)
- Quatro caravelas redondas: Flor da Rosa (António do Campo), Espera (Filipe Rodrigues), Conceição (Pero Cão), Santa Maria da Ajuda (Rui Soares)
- Duas caravelas Latinas: Santiago (Luís Preto), – (Álvaro Pessanha)
- Duas galés: São Miguel (Diogo Pires), São Cristóvão (Paio Rodrigues de Sousa)
- Uma bergantim: Santo António (capitão Simão Martins)

### Frota adversária
A armada egípcia era composta por 6 naus grossas, 6 galés mediterrânicas e outras 110 embarcações, de fustas e paraus.̃
- Dez naus (Mirocem)
- 30 fustas de Diu (Cideale);
- 70 a 200 fustas de Calecute (Cunhale Mercá)

## A Batalha de Diu

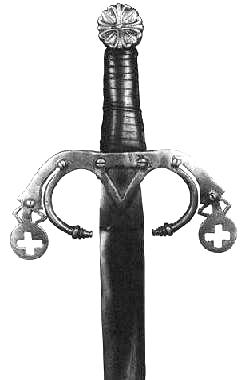
Espada preta de bordo. Espada que se manteve em uso entre os portugueses até meados do séc. XVI

A 2 de fevereiro de 1509, os portugueses avistaram Diu do alto das gáveas. Ao se aproximarem, Maliqueaz retirou-se da sua cidade, deixando Mirocem ao comando. Este ordenou aos navios a remo que saíssem e assediassem a frota portuguesa antes que tivessem tido tempo de recuperar da viagem, mas não passaram além do alcance dos canhões da fortaleza de Diu. Ao cair da noite, a frota muçulmana recuou para dentro o canal, ao passo que o vice-rei reuniu todos os seus capitães em conselho, para decidir as acções a tomar.
Ao raiar do dia seguinte, puderam os portugueses constatar que os muçulmanos haviam decidido aproveitar a protecção oferecida pelo porto de Diu debaixo do seu forte, amarrando as suas naus e galés perto da costa, aguardando o ataque português, renunciando assim à iniciativa. As forças portuguesas seriam portanto divididas em quatro: um grupo para abordar as naus mamelucas após um bombardeio preliminar, outro para atacar as galés mamelucas pelo flanco, um 'grupo de bombardeio' que apoiaria o resto da frota e a nau capitânia em si, que não participaria nas acções de abordagem, mas posicionar-se-ia em posição conveniente para dirigir a batalha e apoiá-la com seu poder de fogo; o bergantim Santo António asseguraria as comunicações entre os navios da frota.
Ao comando do seu bergantim, o capitão Simão Martins percorreu então a frota entregando o discurso do vice-rei, que explicava as razões pelas quais procuravam o inimigo e as recompensas a conceder em caso de vitória: direito ao saque, os soldados seriam armados cavaleiros, aos cavaleiros seria concedida nobreza, os degredados seriam perdoados e os escravos seriam elevados a escudeiros se fossem libertados em menos de um ano.

### A Batalha

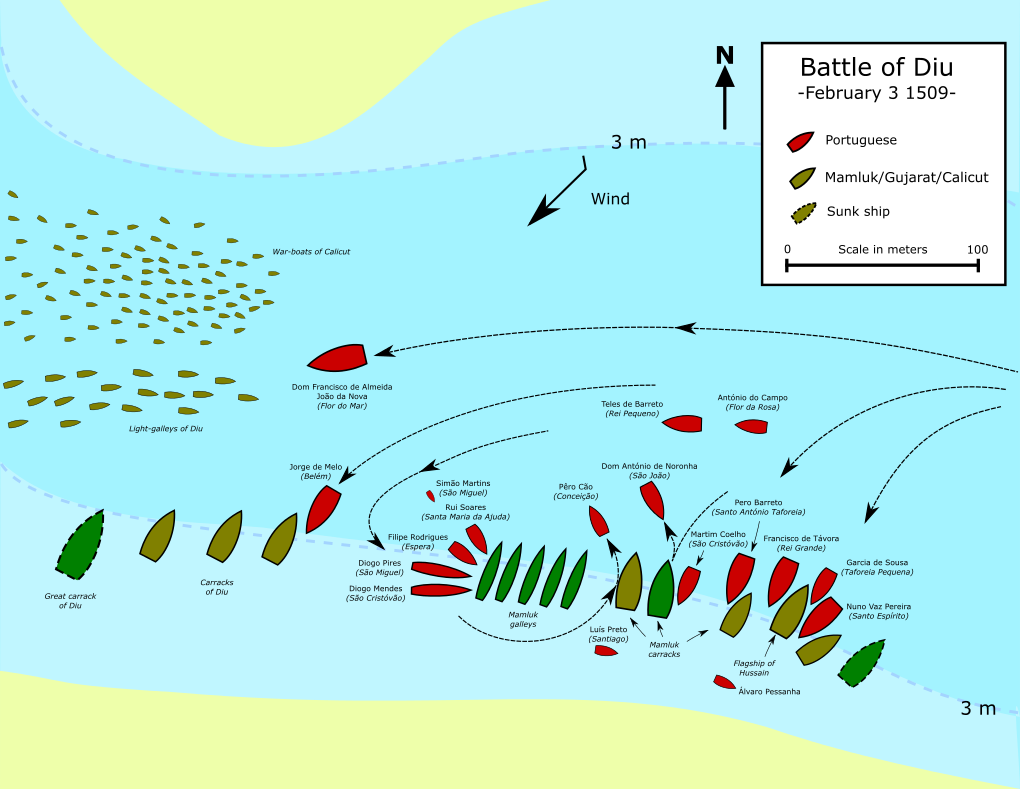
Diagrama da Batalha de Diu

Assim que soprou a viração às 11 horas da manhã, a bandeira real foi içada na Flor do Mar e um único tiro disparado, dando início ao início da batalha. Mediante o brado geral de Santiago! os portugueses aproximaram-se da frota adversária, indo a galé São Miguel à frente da formação, sondando o canal. Um bombardeio geral entre as duas forças precedeu o combate, e dentro das águas calmas do porto de Diu, os portugueses empregaram uma inovadora táctica de artilharia: ao dispararem um tiro rasante, as balas de canhão ricocheteavam sobre a superfície da água como pedras. Uma bordada da Santo Espírito atingiu um dos navios muçulmanos na linha de água, afundando-o instantaneamente.
A nau capitânia de Mirocem foi abordada pela Santo Espírito. Quando os castelos de proa cruzaram, um grupo de homens liderados por Rui Pereira saltou para o castelo de proa inimigo e, antes que os navios estivessem amarrados, já os soldados portugueses haviam tomado meio convés. Antes que a nau capitânia fosse dominada, outra nau mameluca veio em seu socorro, abordando a Santo Espírito pelo seu lado oposto. Mirocem havia reforçado as suas tropas com um grande número de guerreiros guzerates, distribuídos pelos navios, e assim a pesada infantaria portuguesa subitamente correu o risco de se ver excedida em número. Rui Pereira foi aqui morto em combate, mas neste momento crucial, a Rei Grande embateu contra o costado livre da nau capitânia de Mirocem, com reforços bem necessários, o que fez pender a balança da contenda a favor dos portugueses.

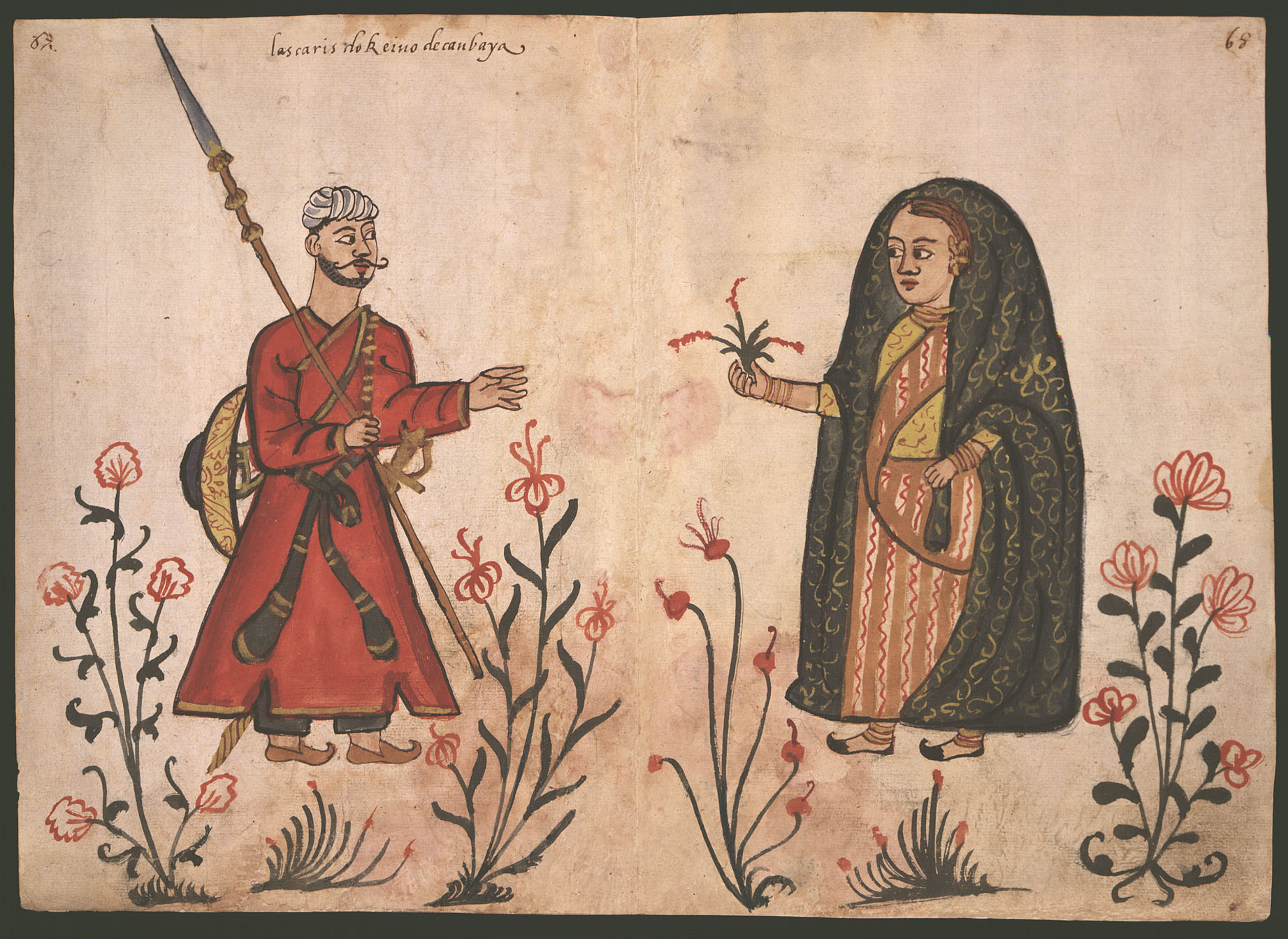
Guerreiro guzerate, representado no Códice Casanatense

Nas gáveas, os arqueiros etíopes e turcos combatiam os arcabuzeiros portugueses. Muitos mercenários muçulmanos fugiam assim que viam um português.
Mirocem esperara que os portugueses empenhassem todos os seus navios na abordagem, e por esta razão manteve os seus navios de remo em reserva dentro do canal de Diu, para atacar os portugueses por trás quando estes se lançassem todos à abordagem. Tendo percebido o estratagema, João da Nova manobrou a Flor do Mar de forma a que esta bloqueasse a canal, assim impedindo a saída dos navios de remo. A massa compacta dos navios a remos constituía um alvo ideal para os artilheiros portugueses; estes inutilizaram muitos navios com os seus tiros, e estes atrapalhavam as manobras dos que se lhes seguiam. Incapazes de passar pela grande nau, os barcos do Samorin deram meia-volta após uma breve escaramuça e regressaram a Calecute; no fim da batalha, verificar-se-ia que a Flor do Mar disparara mais de 600 tiros.

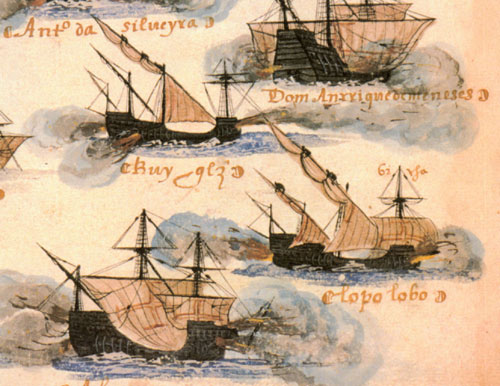
Naus e caravelas redondas portuguesas. Antes de serem criados os primeiros galeões, as caravelas portuguesas foram os primeiros navios oceânicos criados exclusivamente para a guerra. Desempenhavam principalmente funções de escolta

Entretanto, o grupo mais rápido de galés e caravelas atacava o flanco das galés muçulmanas, estáticas, e cujos canhões não podiam por isso ripostar. Uma primeira abordagem portuguesa foi rechaçada, mas uma bordada de canhões deixou três à deriva.
Passo a passo, os portugueses dominaram a maioria das naus, cegados em parte pelo fumo expelido pelas armas de fogo. A nau capitânia de Mirocem foi por fim dominada e muitos começaram a abandonar o navio. As galés foram dominadas, e as caravelas, de pequeno calado, posicionaram-se entre os navios e a costa, matando muitos guerreiros muçulmanos que tentavam alcançar a margem a nado.
Por fim, nada mais restavam em combate do lado dos muçulmanos a não ser uma grande nau, a maior de qualquer navio na batalha, e ancorada demasiado perto da costa para que a maioria dos navios portugueses a pudessem abordar, por terem estes maior calado. O seu casco reforçado era impenetrável pelo fogo dos canhões portugueses e foi necessário um bombardeio contínuo por toda a frota para finalmente afundá-la, ao anoitecer, dando-se assim por finda a Batalha de Diu.

## Consequências

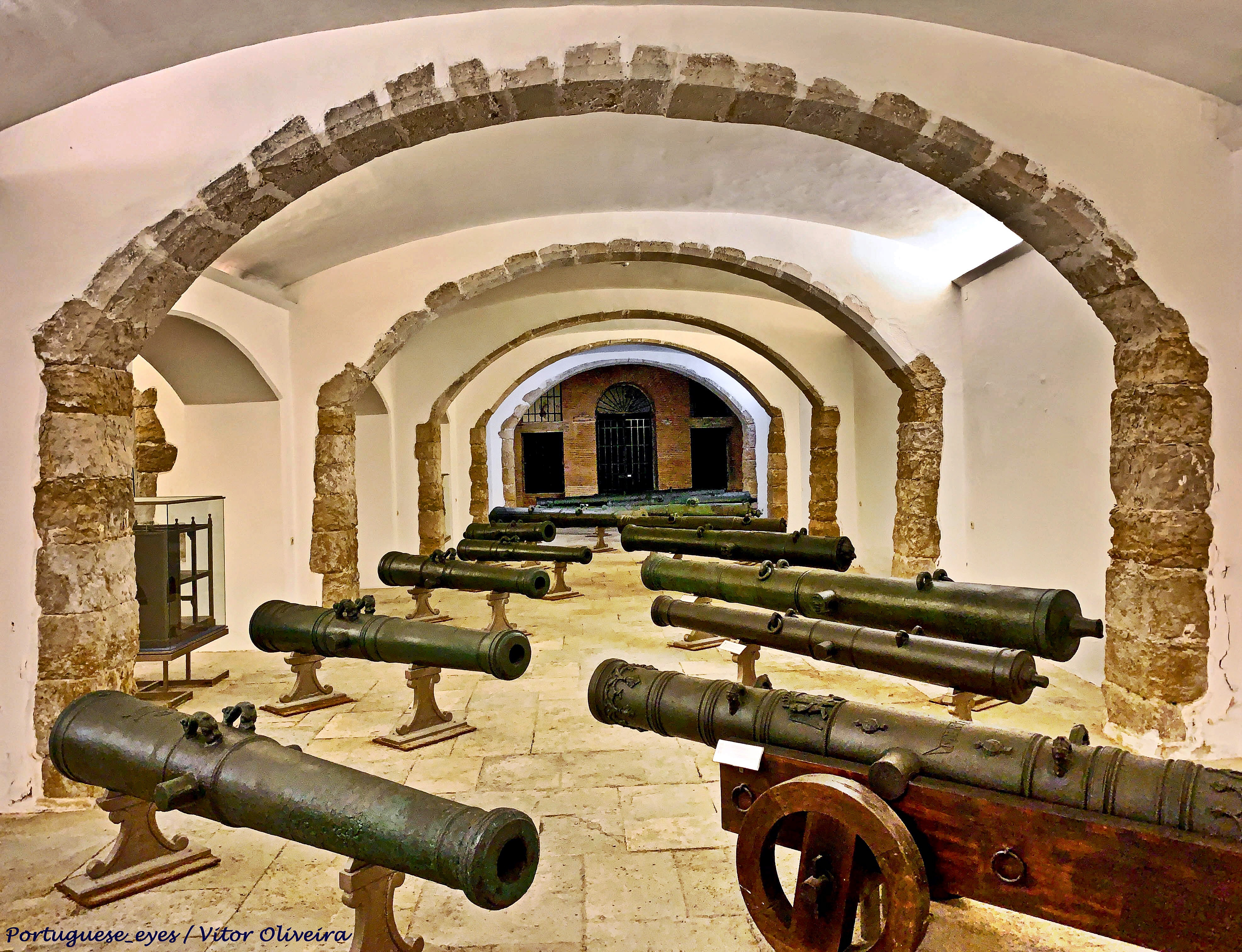
Artilharia quinhentista portuguesa no Museu Militar de Lisboa

A batalha saldou-se numa vitória retumbante para os portugueses, com a coligação de guzerates, mamelucos e malabares derrotada. Os mamelucos lutaram ferozmente até à morte, mas não sabiam combater uma experiente força naval que nunca antes haviam visto. Os portugueses possuíam navios modernos, tripulados por marinheiros experientes, infantaria mais bem equipada – com pesadas armaduras integrais de aço, arcabuzes, e uma espécie de granada de barro cheia de pólvora – mais canhões e artilheiros mais hábeis do que os dos mamelucos.
Após a batalha, Meliqueaz devolveu os prisioneiros capturados em Chaul, bem vestidos e alimentados. Dom Francisco recusou-se a tomar posse Diu, alegando que seria dispendioso mantê-la. Os portugueses procurariam mais tarde construir uma fortaleza em Diu, mas isto Meliqueaz conseguiu protelar enquanto se manteve ao comando da cidade.
Os despojos da batalha incluíam três galés, três naus, 600 peças de artilharia de bronze e três bandeiras reais do sultão do Cairo, que foram enviadas a Portugal para serem expostas no Convento de Cristo, em Tomar, sede da Ordem de Cristo, ex-Cavaleiros Templários, dos quais Almeida fazia parte.
O vice-rei obteve dos mercadores de Diu (que haviam financiado o reequipamento da frota muçulmana) um pagamento de 300.000 xerafins de ouro, 100.000 dos quais foram distribuídos entre as tropas e 10.000 doados ao hospital de Cochim.
O tratamento dado aos cativos mamelucos pelos portugueses foi, por outro lado, violento. O vice-rei mandou que a fossem enforcados, queimados vivos ou despedaçados, amarrados às bocas dos canhões, em retaliação à morte do seu filho. Comentando o rescaldo da batalha, Almeida relatou ao rei D. Manuel: “Enquanto fores poderoso no mar, manterás a Índia como tua; e se não possuires este poder, pouco te servirá uma fortaleza na costa." Em novembro de 1509, entregou o governo da Índia a Afonso de Albuquerque e partiu para Portugal, mas não chegaria ao destino, pois foi morto em dezembro, numa escaramuça em terra perto do Cabo da Boa Esperança contra hotentotes tribais, juntamente com outros 70 portugueses – mais do que pereceram na Batalha de Diu. O corpo foi enterrado na praia e nunca mais recuperado ou localizado.

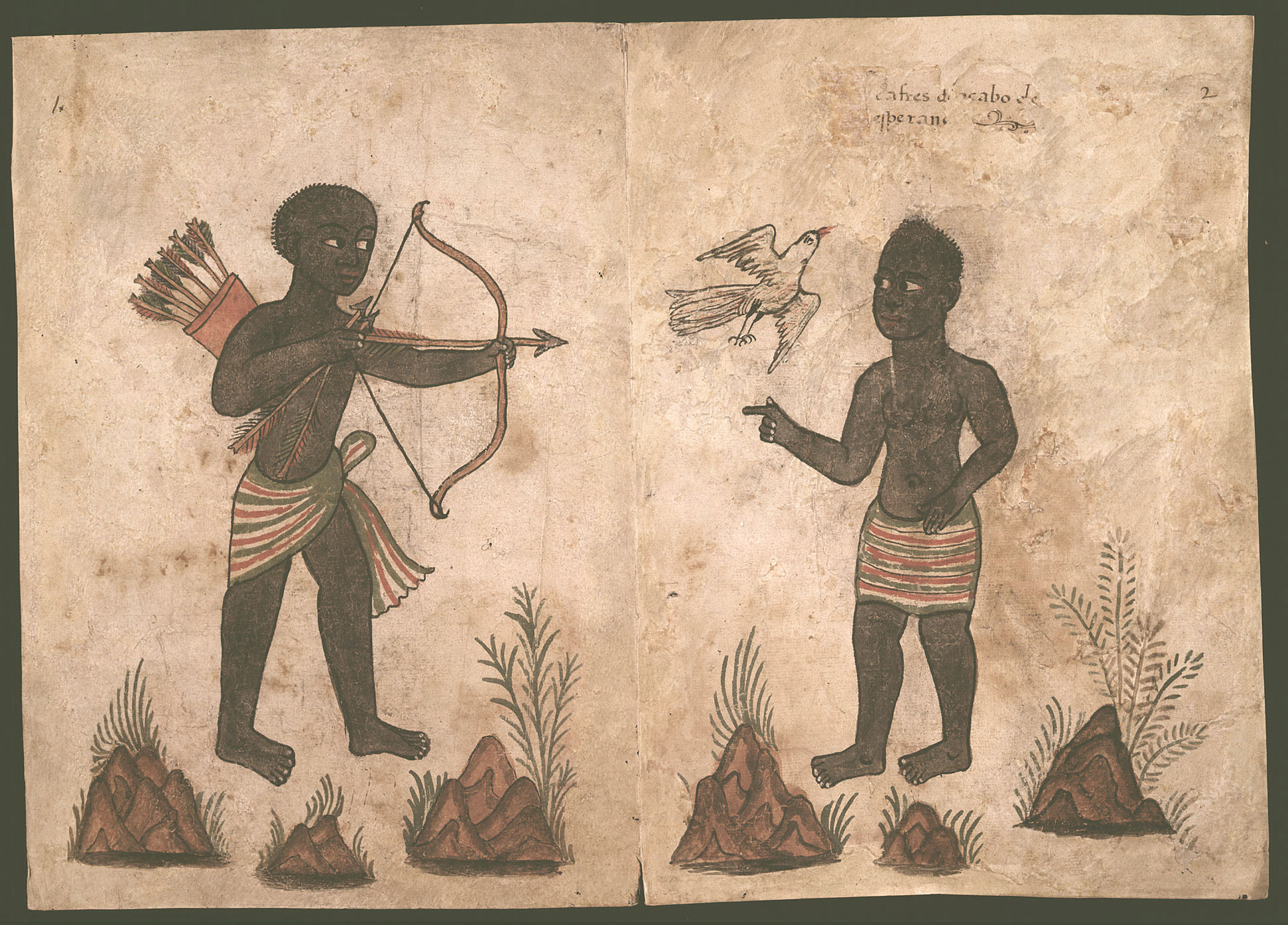
"Cafres do Cabo da Boa Esperança" representados no Códice Casanatense

Mirocem por sua vez sobreviveu à batalha e conseguiu fugir de Diu a cavalo acompanhado por mais 22 mamelucos. Alcançou o Cairo e vários anos mais tarde foi encarregue de comandar uma nova frota com 3.000 homens contra os portugueses, mas foi assassinado no Mar Vermelho, pelo seu vice-almirante turco Selman Reis – que haveria de servir mais tarde os turcos Otomanos. O sultanato mameluco do Egipto entrou em desagregação e foi conquistado pelos Otomanos em 1517, em parte devido aos estragos económicos causados pelos portugueses nos mares da Índia.
De todos os principais participantes da Batalha de Diu, só Meliqueaz não morreria de forma violenta; morreu rico na sua propriedade, em 1522.

### Legado

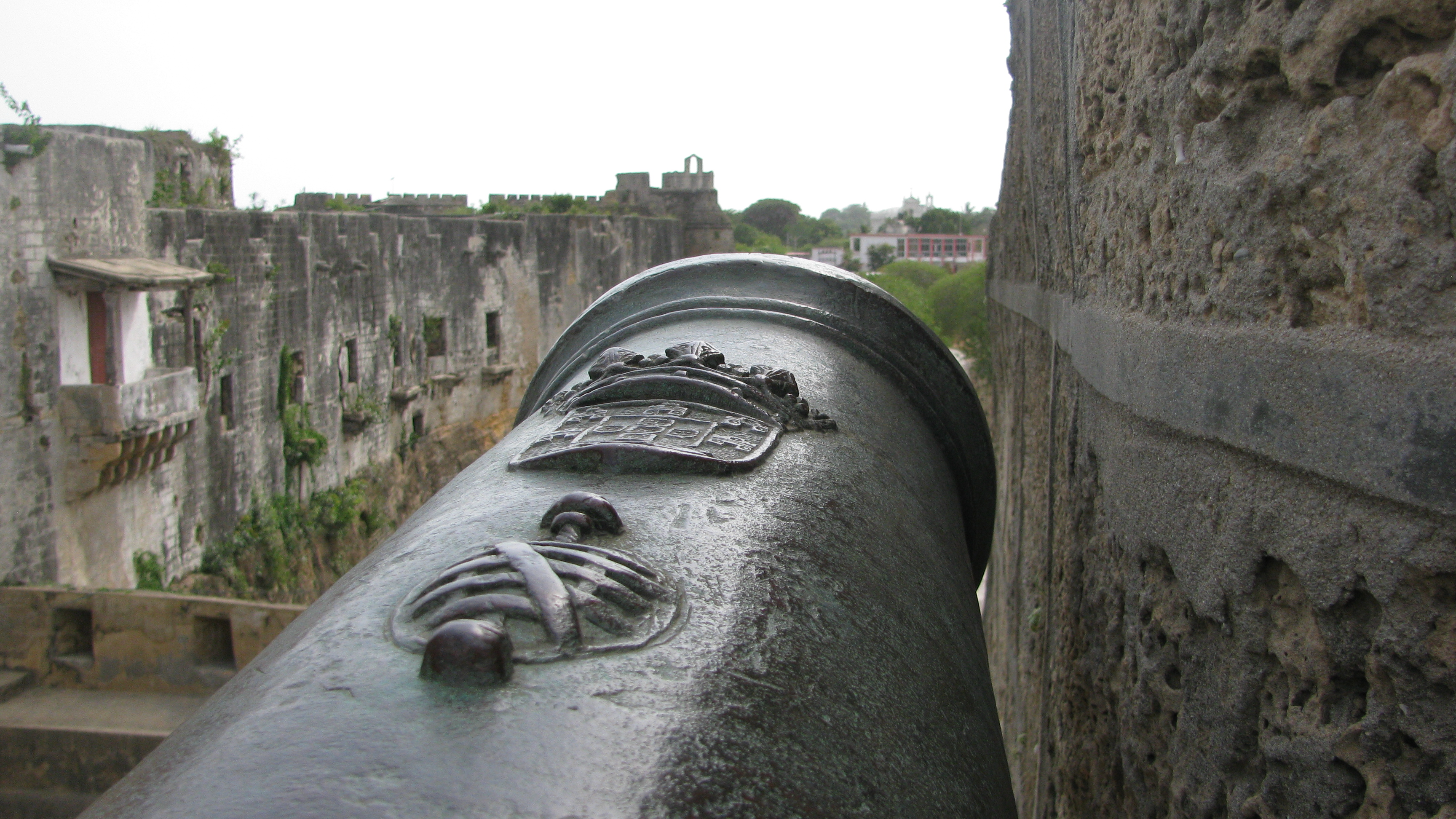
Canhão português actualmente na fortaleza de Diu

A Batalha de Diu é tida como uma das batalhas mais importantes da história. Ela marcou o início do domínio por parte da Europa Ocidental do Oceano Índico. No seu livro 50 Battles That Changed the World, o autor William Weir em classifica esta batalha como a 6ª mais importante da história, atrás apenas da Batalha de Maratona, a Rebelião Nika, a Batalha de Bunker Hill, a Batalha de Arbela (Gaugamela) e a Batalha de Hattin. Diz o mesmo: "Quando o século XV começou, o Islão parecia pronto para dominar o mundo. Tal perspectiva afundou-se no Oceano Índico ao largo de Diu." O historiador Rainer Daehnhardt diz que esta batalha é comparável apenas às Batalhas de Lepanto e Trafalgar em termos de importância e legado. De acordo com o estudioso Michael Adas, esta batalha "estabeleceu a superioridade naval europeia no Oceano Índico nos próximos séculos."